# Апеляційний суд міста Києва
Апеляційний суд міста Києва — колишній суд апеляційної інстанції у системі судів загальної юрисдикції з розгляду цивільних, кримінальних справ, а також справ про адміністративні правопорушення. Діяльність Апеляційного суду міста Києва регулюється Законом України «Про судоустрій і статус суддів».
Суд діяв до початку роботи Київського апеляційного суду, що відбувся 3 жовтня 2018 року.

## Історія
Указом Голови президії Верховної Ради Української РСР від 30 травня 1975 року «Про утворення Київського міського суду та відділу юстиції виконавчого комітету Київської міської Ради депутатів трудящих» був створений Київський міський суд (на правах обласного суду).
22 грудня 1975 року рішенням III сесії XV скликання Київської міської Ради депутатів трудящих обраний Київський міський суд у складі голови, двох заступників і 17 членів міського суду строком на п'ять років.
Згідно з Законом України «Про внесення змін до Закону України «Про судоустрій України» від 21 червня 2001 року Київський міський суд набув статусу апеляційного суду.
11 жовтня 2001 року за наказом голови суду Григорія Івановича Зубця Київський міський суд отримав назву Апеляційний суд міста Києва.

## Структура

### Керівництво
До складу Апеляційного суду міста Києва входять 83 судді, які мають стаж роботи на посаді судді не менше п'яти років, з числа яких призначаються голова суду та його заступники.
Повноваження Голови апеляційного суду визначені Законом України «Про судоустрій і статус суддів». Так, голова апеляційного суду:
1. представляє суд як орган державної влади у зносинах з іншими органами державної влади, органами місцевого самоврядування, фізичними та юридичними особами;
2. визначає адміністративні повноваження заступників голови апеляційного суду;
3. контролює ефективність діяльності апарату суду, вносить Голові Державної судової адміністрації України подання про призначення на посади керівника апарату суду, заступника керівника апарату суду та про звільнення їх з посад, а також про застосування до керівника апарату суду, його заступника заохочення або накладення дисциплінарного стягнення відповідно до законодавства;
4. видає на підставі акта про обрання на посаду судді чи звільнення судді з посади відповідний наказ;
5. повідомляє Вищу кваліфікаційну комісію суддів України та Державну судову адміністрацію України, а також через вебпортал судової влади про наявність вакантних посад суддів у апеляційному суді у триденний строк з дня їх утворення;
6. забезпечує виконання рішень зборів суддів апеляційного суду;
7. організовує ведення та аналіз судової статистики, організовує вивчення та узагальнення судової практики, інформаційно-аналітичне забезпечення суддів з метою підвищення якості судочинства;
8. сприяє виконанню вимог щодо підтримання кваліфікації суддів апеляційного суду та підвищення їхнього професійного рівня;
9. здійснює повноваження слідчого судді та призначає з числа суддів апеляційного суду суддів (суддю) для здійснення таких повноважень у випадках, передбачених процесуальним законом;
10. здійснює інші повноваження, визначені законом.

У липні 2015 року на виконання вимог ст. 20 Закону України «Про судоустрій і статус суддів» зі змінами, внесеними Законом України «Про забезпечення права на справедливий суд» від 12.02.2015 р. № 192-VIII, шляхом таємного голосування більшістю від кількості працюючих суддів було обрано керівництво Апеляційного суду міста Києва.
Голова Апеляційного суду міста Києва — Ярослав Вячеславович Головачов.
Заступники голови:
- Віктор Петрович Глиняний
- Ганна Володимирівна Крижанівська.

### Судові палати
У складі Апеляційного суду міста Києва утворено судові палати з розгляду окремих категорій справ у межах відповідної судової юрисдикції.
Судову палату очолює секретар судової палати, який призначається з числа суддів Апеляційного суду міста Києва.
Секретар судової палати організовує роботу відповідної палати, контролює здійснення аналізу та узагальнення судової практики у справах, віднесених до компетенції палати, інформує збори суддів суду про діяльність судової палати.
Судова палата з розгляду кримінальних справ Апеляційного суду міста Києва
Секретар — Степан Васильович Гладій

#### Судді
1. Балацька Галина Олександрівна
2. Васильєва Маргарита Анатоліївна
3. Гладій Степан Васильович
4. Глиняний Віктор Петрович
5. Горб Ірина Михайлівна
6. Дзюбін В’ячеслав Вікторович
7. Жук Ольга Володимирівна
8. Журавель Олександр Олександрович
9. Ігнатов Роман Миколайович
10. Кепкал Людмила Іванівна
11. Кияшко Олександр Анатолійович
12. Ковальська Віра Володимирівна
13. Лашевич Валерій Миколайович
14. Маліновський Олег Адольфович
15. Масенко Денис Євгенович
16. Мельник Володимир Васильович
17. Мосьондз Іван Анатолійович
18. Новов Сергій Олександрович
19. Павленко Оксана Петрівна
20. Паленик Ігор Григорович
21. Присяжнюк Олег Богданович
22. Рибак Іван Олексійович
23. Росік Тетяна Володимирівна
24. Сілкова Ірина Миколаївна
25. Сітайло Олена Миколаївна
26. Сокуренко Дмитро Михайлович
27. Трясун Юрій Ростиславович
28. Тютюн Тетяна Миколаївна
29. Фрич Тетяна Вікторівна
30. Худик Микола Павлович
31. Чернушенко Антон Васильович
32. Чорний Олександр Миколайович
33. Юденко Тамара Миколаївна
34. Юрдига Ольга Степанівна
35. Ященко Микола Анатолійович

### Судова палата з розгляду цивільних справ
Секретар — Любов Дмитрівна Поливач

#### Судді
1. Андрієнко Антоніна Миколаївна
2. Білич Ірина Михайлівна
3. Болотов Євген Володимирович
4. Борисова Олена Василівна
5. Вербова Ірина Михайлівна
6. Волошина Валентина Миколаївна
7. Гаращенко Дмитро Русланович
8. Головачов Ярослав Вячеславович
9. Желепа Оксана Василівна
10. Заришняк Галина Миколаївна
11. Іванченко Микола Миколайович
12. Кирилюк Галина Миколаївна
13. Корчевний Геннадій Валерійович
14. Кравець Валентина Аркадіївна
15. Крижанівська Ганна Володимирівна
16. Кулікова Світлана Василівна
17. Лапчевська Олена Федорівна
18. Левенець Борис Борисович
19. Мараєва Наталія Євгенівна
20. Махлай Людмила Дмитрівна
21. Мазурик Олена Федорівна
22. Музичко Світлана Григорівна
23. Невідома Тетяна Олексіївна
24. Нежура Вадим Анатолійович
25. Немировська Олена Віленівна
26. Оніщук Максим Іванович
27. Панченко Микола Миколайович
28. Пікуль Антоніна Адольфівна
29. Поливач Любов Дмитрівна
30. Поліщук Наталія Валеріївна
31. Прокопчук Наталія Олексіївна
32. Ратнікова Валентина Миколаївна
33. Рейнарт Ійя Матвіївна
34. Рубан Світлана Михайлівна
35. Саліхов Віталій Валерійович
36. Семенюк Тетяна Анатоліївна
37. Слюсар Тетяна Андріївна
38. Соколова Вікторія Вячеславівна
39. Стрижеус Анатолій Миколайович
40. Українець Людмила Дмитрівна
41. Чобіток Алла Олександрівна
42. Шахова Олена Василівна
43. Шебуєва Вікторія Андріївна
44. Шкоріна Олена Іванівна
45. Ящук Тетяна Іванівна

### Апарат суду
Організаційне забезпечення роботи Апеляційного суду міста Києва здійснює його апарат.
Керівництво роботою апарату Апеляційного суду міста Києва здійснює керівник апарату — Олег Миколайович Радченко.
Керівник апарату Суду несе персональну відповідальність за належне організаційне забезпечення діяльності Суду, суддів, судового процесу та функціонування автоматизованої системи документообігу.
Керівник апарату Апеляційного суду міста Києва може мати не більше трьох заступників.
Заступник керівника апарату Апеляційного суду міста Києва — Дмитро Леонідович Орлюк.
До складу апарату Апеляційного суду міста Києва входять його структурні підрозділи — відділи. Керівнику апарату Апеляційного суду міста Києва безпосередньо підпорядковані керівники відділів.
Апарат Апеляційного суду міста Києва складається із 14 структурних підрозділів (відділів) та 1 сектору:

## Науково-практичний журнал «Судова апеляція»
Апеляційний суд міста Києва та Інститут держави і права імені В. М. Корецького НАН України є засновниками фахового видання науково-практичного журналу «Судова апеляція».
Журнал «Судова апеляція» включено до переліку фахових видань у галузі юридичних наук, в яких можуть публікуватися результати дисертаційних досліджень (постанова Президії ВАК України № 2-05/7 від 04.07.2006 р.)//Бюлетень ВАК України. — 2006. — № 8. Свідоцтво про державну реєстрацію друкованого засобу масової інформації серія КВ № 9693 від 23 березня 2005 року. Видавець ТОВ «Видавництво «Юридична думка».
У журналі розкриваються актуальні проблеми розвитку судової системи в Україні, апеляційного судочинства, кримінального права та процесу, цивільного права і процесу, адміністративної юстиції в Україні, історії апеляційного судочинства тощо.
Основна увага приділяється висвітленню судової апеляційної практики в Україні та зарубіжних країнах, а також практики міжнародних судів та трибуналів. Журнал містить також наукову та судову хроніку, рецензії на нові юридичні видання.

### Вимоги до наукових статей, що подаються до журналу «Судова апеляція»
Наукова стаття повинна містити новизну та мати методологічне або загальнонаукове значення. Стаття у фаховому виданні повинна містити такі структурні елементи:
- постановка проблеми,
- актуальність дослідження,
- зв'язок авторського доробку із важливими науковими та практичними завданнями,
- аналіз останніх досліджень і публікацій,
- виокремлення невирішеної раніше частини загальної проблеми, якій буде присвячена стаття,
- викладення основного матеріалу,
- висновки,
- перспективи використання результатів дослідження.

Стаття повинна висвітлювати такі теми:
- Теорія та історія апеляційного судочинства;
- Судова система в Україні;
- Проблеми кримінального права і процесу;
- Проблеми цивільного права і процесу;
- Проблеми господарського права і процесу;
- Адміністративна юстиція в Україні;
- Порівняльне правознавство;
- Судова практика;
- Наукова хроніка;
- Практика міжнародних судів і трибуналів

## Контакти
- Поштова адреса: 03110, місто Київ, вулиця Солом'янська, 2-А
- Сторінка суду на порталі «Судова влада України»: [http://.kia.court.gov.ua/sud2690%5Bнедоступне+посилання%5D kia.court.gov.ua/sud2690%5Bнедоступне+посилання%5D]

## Будівля
Адміністративна будівля Апеляційного суду міста Києва належить до категорії унікальних будівель та надзвичайно складних в інженерно-технічному виконанні, є найвищою адміністративною будівлею в Україні, належить до п'ятої категорії технічної складності, а також до першої категорії пожежної безпеки.
Загальна площа будівлі становить 31562 м², площа відведеної земельної ділянки — 1,2386 га. Будівля поділена на три автономних блоки (висотний 28-поверховий корпус висотою 121 метр), двоповерхова споруда над паркінгом, де влаштовується їдальня та інші адміністративно-господарські приміщення, та конференц-зал на 320 місць, що може використовуватись як окрема споруда із самостійним виходом і входом).
Будівля оснащена найпотужнішою у місті Києві автономною газовою котельнею (димові труби по сталевій естакаді проходять до висотного корпусу і по фасаду корпусу виводяться до відмітки 121 метр), в якій встановлені три водонагрівні газові котли типу Vitoplex 100 фірми «Viessmann» (Німеччина) теплопотужністю 1120 кВт у комплекті з газовими пальниками типу G7/1-D, ZMD-LN фірми «Wieshaupt» (Німеччина) і шумоглушниками, автоматикою регулювання та безпеки, насосами котлових контурів фірми «WILO» (Німеччина).
Враховуючи підвищену поверховість будівлі та складність планувальних рішень, в адміністративній будівлі суду встановлені сучасні системи пожежної та охоронної сигналізації (використовується обладнання типу SecurityPro фірми FITTICH AG, Швейцарія), оповіщення про пожежу автоматичного пожежогасіння.
Крім того, об'єкт оснащений системою контролю доступу (встановлена на базі безпеки ISM Monitor фірма VEREX, Канада), системами постійного нагляду та фіксуванням всіх подій, що відбуваються в приміщеннях тимчасового утримання підсудних, залах судових засідань, технічних та інших приміщеннях.
У будівлі Апеляційного суду міста Києва функціонує 7 ліфтів: 5 пасажирських та 2 вантажних, наявні два підземні поверхи і двоповерховий підземний паркінг на 35 машиномісць. На даху будівлі побудована спеціальна площадка для організації евакуації за допомогою гелікоптерів на випадок пожежі.